# پست‌نورد سوئد
پُست‌نُورد سوئد (انگلیسی: PostNord Sverige) (که پیش‌تر با نام Posten AB شناخته می‌شد)، یک شرکت خدمات پستی و پیک در سوئد است که بخشی از گروه پست‌نورد محسوب می‌شود. در سال ۲۰۰۹، شرکت پستن با همتای دانمارکی خود، یعنی پست دانمارک، ادغام شد و شرکت پست‌نورد ای‌بی را تشکیل داد. این شرکت به‌صورت مشترک متعلق به دولت‌های سوئد (۶۰٪) و دانمارک (۴۰٪) است. در سال ۲۰۱۵، هر دو بخش پستی و لجستیکی این شرکت با برند پست‌نورد بازسازی و یکپارچه‌سازی شدند.